# Lepidotrigla microptera
Lepidotrigla microptera és una espècie de peix pertanyent a la família dels tríglids.

## Descripció
- Fa 30 cm de llargària màxima.[4][5]

## Hàbitat
És un peix marí, demersal i de clima temperat que viu entre 40-340 m de fondària.

## Distribució geogràfica
Es troba al Pacífic nord-occidental: des del sud del Japó i el mar Groc fins al mar de la Xina Meridional.

## Observacions
És inofensiu per als humans.